# یوئیچیرو موریکاوا
یوئیچیرو موریکاوا (ژاپنی: 森川 陽一郎؛ زادهٔ ۱۴ اوت ۱۹۷۹) کارگردان فیلم مستقل، فیلمنامه‌نویس، بازیگر و خوشنویس ژاپنی است. او در مارس ۲۰۰۶ زمانی که دستگیر و به ظن پرداخت پول به دختری ۱۷ ساله برای خدمات جنسی متهم گشت، توجه رسانه‌ها را به خود جلب کرد.